# Chylińska
Chylińska – polski zespół rockowy, założony w roku 2003, po rozpadzie grupy O.N.A. W jego skład weszli byli muzycy O.N.A.: Agnieszka Chylińska (wokal), Zbyszek Kraszewski (perkusja) i Wojciech Horny (instrumenty klawiszowe), a ponadto Krzysztof Misiak (gitara) i Dariusz Osiński (gitara basowa). Dzień 9 marca 2006 należy przyjąć za datę odejścia z zespołu Misiaka, Kraszewskiego oraz Hornego.

## Dyskografia
Albumy
| Rok  | Dane dot. albumu                                                                          | Najwyższa pozycja na liście |
| Rok  | Dane dot. albumu                                                                          | POL                         |
| ---- | ----------------------------------------------------------------------------------------- | --------------------------- |
| 2004 | Winna - Wydany: 22 marca 2004 - Wytwórnia: Pomaton EMI - Format: CD, MC, digital download | 2                           |

Single
| Rok                          | Tytuł      | Najwyższe pozycje na listach | Najwyższe pozycje na listach | Najwyższe pozycje na listach | Album |
| Rok                          | Tytuł      | LP3                          | SLiP                         | WiR                          | Album |
| ---------------------------- | ---------- | ---------------------------- | ---------------------------- | ---------------------------- | ----- |
| 2004                         | „Winna”    | 14                           | 6                            | 3                            | Winna |
| 2004                         | „Niczyja”  | 12                           | 5                            | –                            | Winna |
| 2004                         | „Zmysłowa” | 32                           | 38                           | 2                            | Winna |
| „–” singel nie był notowany. |            |                              |                              |                              |       |